# Leptostylus seabrai
Leptostylus seabrai es una especie de escarabajo longicornio del género Leptostylus, categorizada en la tribu Acanthocinini, de la subfamilia Lamiinae. Fue descrita por Lane en 1959.

## Descripción
Mide 11 mm de longitud.

## Distribución
Se distribuye por Ecuador y Perú.